# Eisothistos vermiformis
Eisothistos vermiformis is een pissebed uit de familie Expanathuridae. De wetenschappelijke naam van de soort is voor het eerst geldig gepubliceerd in 1884 door Haswell.